# Angelo Iacono
Pour les articles homonymes, voir Iacono.
Angelo Iacono est un avocat et homme politique canadien. Il est depuis octobre 2015 député libéral de la circonscription d'Alfred-Pellan à la Chambre des communes du Canada.

## Biographie
Angelo Iacono est diplômé de l'Université McGill en sciences politiques (1988), de l'Université du Québec à Montréal en droit (1996) et est Juris Doctor de l'Université d'Ottawa (2000). Il est membre du Barreau de l'Ontario depuis 2002. Il a pratiqué au Commissariat à la protection de la vie privée du Canada. Il a également été vice-président de l’Association des juristes italo-canadiens du Québec.

### Carrière politique
Angelo Iacono a été candidat dans Alfred-Pellan aux élections de 2011 (sous le nom de Angelo G. Iacono), terminant en troisième position avec 22 % des voix. Aux élections suivantes, en 2015, il a été élu avec 45 % des voix, puis réélu en 2019 avec 48 % des voix.